# Дека Валентина Іллівна
Валентина Іллівна Дека (до шлюбу Статива) (24 лютого 1957, Мала Петриківка, Петриківський район, Дніпропетровська область) — українська художниця, майстриня петриківського розпису. Заслужений майстер народної творчості України (2007), членкиня Національної спілки художників України (1982) і Національної спілки майстрів народного мистецтва України (2002). Працівниця Центру народного мистецтва «Петриківка».
Старша сестра відомих майстринь петриківського розпису Лідії Булавін, Марії Яненко і Наталії Стативи-Жарко.